# Szwajcarscy Robinsonowie (serial telewizyjny 1974)
Szwajcarscy Robinsonowie (ang. The Swiss Family Robinson) z 1974 r. – kanadyjski serial telewizyjny – jedna z wielu ekranizacji powieści Johanna Davida Wyssa.

## Emisja
Serial składał się z 26 półgodzinnych odcinków. Po raz pierwszy wyemitowano go w Kanadzie, 6 września 1976 r. W Polsce wyświetlała go TVP1 w roku 1988.

## Krótki opis
Opowiadał o przygodach pięcioosobowej rodziny, która w roku 1801, w wyniku katastrofy morskiej, wylądowała na bezludnej wyspie. Z pomocą zaledwie kilku ocalałych ze statku rzeczy, musieli na nowo zorganizować sobie życie.

## Obsada
- Chris Wiggins – Johann Robinson, ojciec (wszystkie 26 odcinków)[2]
- Diana Leblanc – Elizabeth Robinson, matka (26)
- Michael Duhig – Ernest Robinson (26)
- Ricky O'Neill – Franz Robinson (26)
- Heather Graham – Marie Robinson (26)
- Chip Ford – Komo (2)
- Daliah Novak – Emily Montrose (2)
- Colin Fox – kpt. Hawkins (1)
- Ed McNamara – kpt. Keel (1)
- John Swindells – Bones (1)